# Démolition d'un mur
Démolition d'un mur és un curt mut francès en blanc i negre del 1895 dirigit per Louis Lumière i protagonitzada pel seu germà Auguste Lumière, al costat d'altres dos homes.

## Producció
El curt va ser filmat per mitjà del Cinématographe, una càmera creada pels Germans Lumière, que també serveix com a projector de pel·lícules i desenvolupador. Igual que les pel·lícules de Lumière, va ser feta amb un format de 35 mm amb una relació d'aspecte d'1,33:1.

## Trama
Aquesta pel·lícula dels germans Lumière, mostra la demolició d'una paret en terrenys de fàbrica.

## Repartiment
- Auguste Lumière

## Estat actual
Com és una curtmetratge molt vell, aquest està disponible per a descarregar gratis per internet.